# Dépôt ferroviaire de Trappes
Le dépôt de Trappes est un technicentre de la Société nationale des chemins de fer français (SNCF) situé à 27 km de la gare de Paris-Montparnasse sur le territoire de la commune de Trappes, dans le département français des Yvelines.

## Localisation
Il est situé au nord des voies principales de la ligne de Paris-Montparnasse à Brest, en aval de Versailles et en amont de la gare voyageurs et du triage de Trappes.

## Histoire
L'ancien dépôt de locomotives, érigé en 1935 par l'Administration des chemins de fer de l'État, détruit le 6 mars 1944, par les bombardements des Alliés, a été rebâti à l'identique entre 1945 et 1947. La solide charpente de béton armé avec remplissage de briques rouges est particulièrement typique des constructions industrielles de la première moitié du XXe siècle.
La construction du dépôt de locomotives et de la gare de triage font de Trappes l'un des centres ferroviaires les plus importants de France. Il rassemble les dépôts de Versailles-Matelots, Saint-Cyr-Grande-Ceinture et Vaugirard. L’arrivée d'une main-d’œuvre d'origine provinciale, essentiellement bretonne, permet à Trappes d'augmenter sa population et de devenir une cité cheminote.
À partir de 1889, les sapeurs du 5e régiment du génie, de Versailles-Matelots, faisaient une partie de leur stage traction au dépôt de Trappes. Ce stage durait six mois à la fin desquels ils faisaient des roulements sur les 140 C et sur les 141 C. Il leur arrivait de faire un trajet entre Paris et Granville sur des locomotives Pacific.
Bien que son réseau soit partiellement adapté, l'électrification de la ligne Paris - Le Mans en 1937 lui fait perdre une grande part de son importance. Les locomotives électriques sont confiées au dépôt de Montrouge ; le dépôt de Trappes perd une partie de ses activités.
Lors de sa création par l'Administration des chemins de fer de l'État, le dépôt est désigné pour assurer le stockage du combustible traction destiné à l'ensemble du réseau de l'État. À cette époque, la capacité du parc à combustibles est de 80 000 tonnes.

Vues du dépôt bombardé le 6 mars 1944, avec la 2D2 522 État.
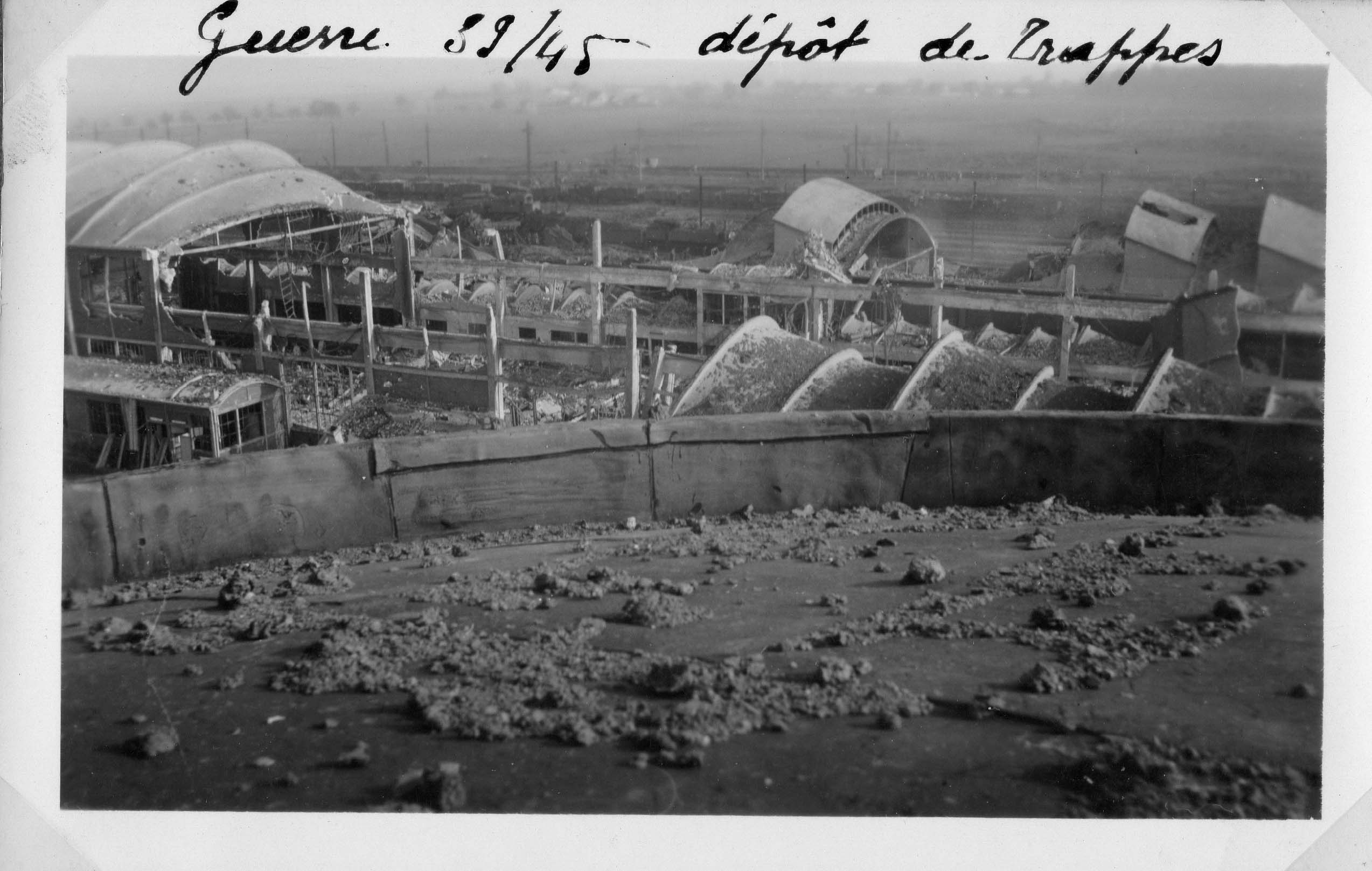
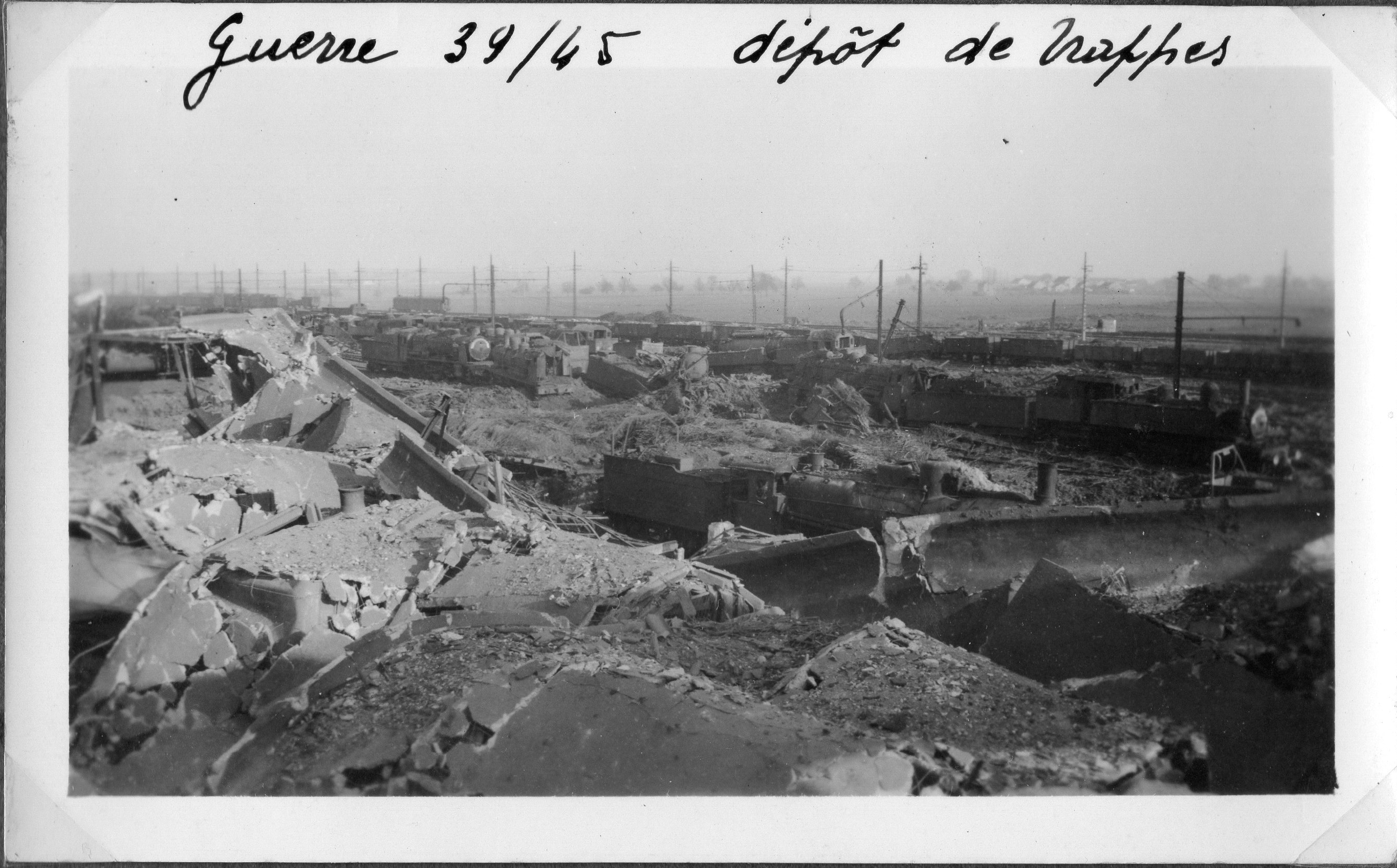
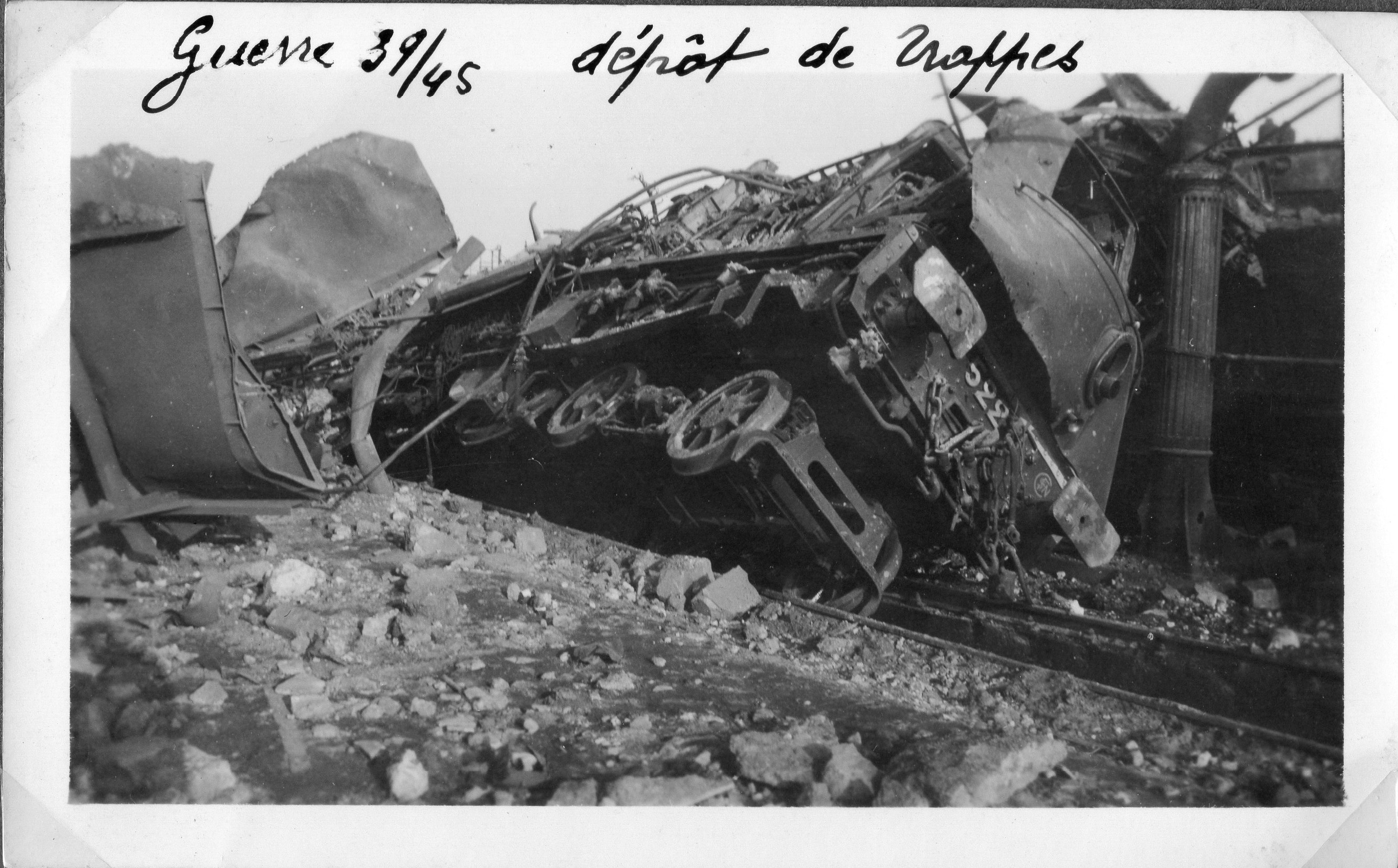

## Objectifs et missions
Lors de sa construction en 1935 par le Réseau de l'État, le dépôt de Trappes répond au triple objectif suivant :
- soulager le dépôt vétuste et exigu de Versailles-Matelots[6] ;
- assurer le trafic du triage de Trappes, étendu à plusieurs reprises pendant l'entre-deux-guerres et notamment en 1932 ;
- prendre part à l'écoulement du trafic des marchandises en plein développement vers l'ouest et sur la ligne de Grande Ceinture.

## Généralités

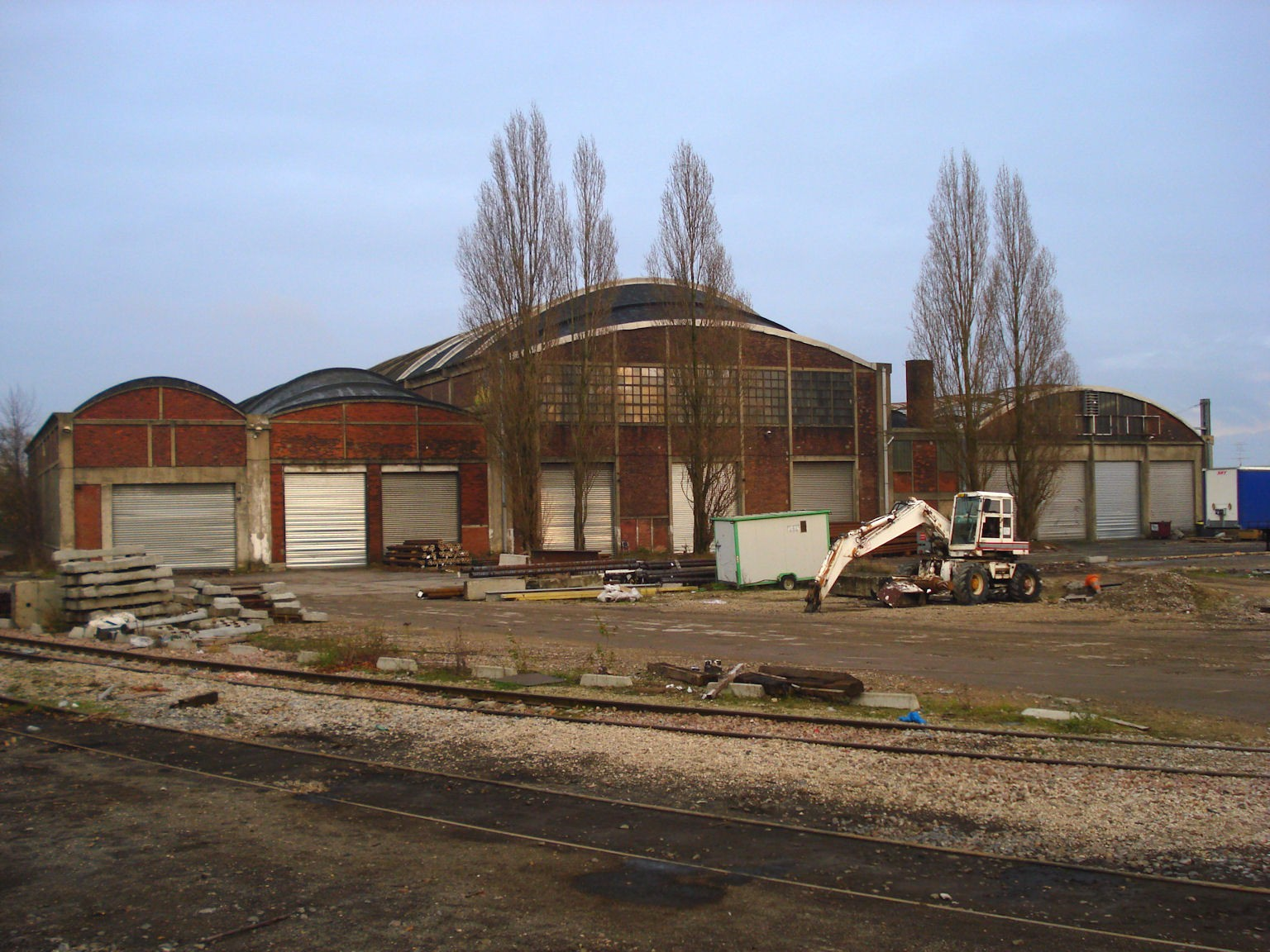
L'ensemble des remises et des ateliers du dépôt de Trappes, façade ouest.

Comme beaucoup de dépôts remaniés ou construits pendant l'entre-deux-guerres, le dépôt de Trappes constitue un ensemble assez fortement structuré. L'entrée, la sortie, le remisage, le ravitaillement en combustible et l'atelier constituent chacun un sous-ensemble individualisé et très identifiable.
Les composants principaux de ce dépôt comprennent :
- le foyer, situé Allée du Stade[7] ;
- l'atelier pour les levages (trois postes de levage sur fosses desservis par un pont roulant de dix tonnes) et révisions intermédiaires, accolé à une remise à quatre voies intégralement sur fosses servant au lavage des machines et à leur entretien courant ;
- le parc à combustible de 20 000 tonnes desservi par un portique surmonté par une grue et le toboggan à charbon d'un modèle typiquement « État »[8]. Un toboggan de construction identique existait à Rennes. Ceux du Mans et d'Argentan étaient assez similaires dans leur construction[9] ;
- le gril de remisage constitué par sept voies parallèles d'une longueur permettant de recevoir trois locomotives. Au centre de ce faisceau de voies de garage est disposée une grue hydraulique ;
- les voies d'entrée et de sortie, chacune au nombre de trois. Sur ces voies sont prévues une fosse mouillée d'extraction et une fosse sèche de visite (visite à l'arrivée, préparation au départ). Les voies de sortie sont surmontées par le portique à sable ;
- le triangle de retournement servant à l'orientation des machines, du fait de l'absence de plaque tournante. Le rayon minimal des voies de cet équipement étant de 80 mètres, toutes les machines du parc de la SNCF pouvaient l'emprunter, exception faite des 241 P.

## Parcours d'une machine à la rentrée au dépôt
Le service intérieur est composé d'agents qui sont chargés du « basculage » des feux de locomotives dans des fosses spéciales, de l'allumage des feux des locomotives froides, du nettoyage des tubes des chaudières, du lavage de ces dernières, du graissage, de la conduite des grues d'alimentation en charbon.
En venant haut-le-pied du triage où elle a conduit un train ou bien où s'est effectué un relais traction, la locomotive et son équipe se présentent à l'entrée du dépôt, auprès du poste de l'aiguilleur qui leur donne accès à l'une des trois voies du gril d'entrée dotées chacune de deux fosses.
La première, noyée, sert à basculer le feu et à extraire les boues formées tout au long du parcours au fond de la chaudière de la locomotive.
Une fois cette opération effectuée, stationnant au-dessus de la fosse de visite, l'équipe de conduite vérifie l'état de la machine (cylindres, distribution, embiellage, roues, boites d'essieux et essieux, etc.). Si la machine nécessite des réparations durant son stationnement ou bien si une opération lourde est immédiatement nécessaire, le mécanicien le consigne.
En fonction de la quantité de combustible restant et de l'immobilisation éventuellement prévue de la machine, celle-ci est ensuite dirigée vers le poste de ravitaillement en combustible (toboggan) qui comprend deux trémies de distribution (deux voies sous le toboggan) et deux postes de distribution de briquettes ou vers la voie de rentrée directe.
Au niveau du toboggan a lieu le complément en complexe dit « traitement intégral Armand » (TIA), composé acide servant à éviter la formation de tartre contenu dans les eaux d'alimentation des chaudières.
Une fois ces compléments divers effectués (charbon, briquettes, complexe TIA) la machine, en fonction des interventions prévues, est dirigée soit vers le gril de remisage soit vers l'atelier (à l'occasion d'une panne nécessitant une réparation ponctuelle ou bien dans le cadre de son entretien régulier, ou bien encore pour une intervention sur les bandages de roues (reprofilage au tour) ou la remise d'entretien courant (pour un lavage de chaudière à chaud, par exemple).

## Parcours d'une machine sortant du dépôt

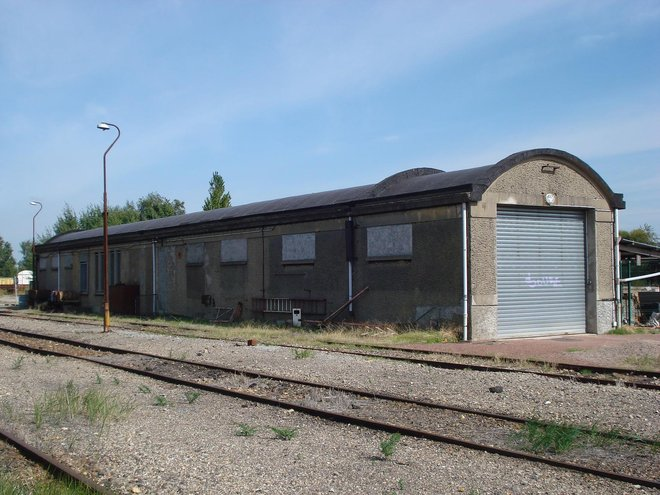
Le bureau mouvement-feuille, lampisterie et huilerie du dépôt de Trappes. De nos jours elle sert de locaux à l'Infra.

Le service mouvement, fournit des locomotives adaptées aux exigences de l'exploitation (nature des trains à remorquer, poids et vitesse des trains), et les équipes de conduite.
À l'heure dite, il faut Aller à la feuille ; l'équipe de conduite revient du foyer situé Allée du Stade et se rend au bâtiment mouvement où les instructions de la commande sur la ou les journées à effectuer lui sont communiquées et informer des particularités de service : (travaux sur voie, retards, modifications d'horaires, etc.). Le sous-chef de dépôt, ou « chef de feuille », affecte chaque jour les locomotives et les équipes à ses trains, créant ainsi ce que l'on appelle le « roulement » des locomotives et des équipes.
L'équipe perçoit aussi l'huile nécessaire à la préparation de la machine et les fanaux à la lampisterie (feuille, huilerie et lampisterie partagent la même construction). La lampisterie renferme les matières d’éclairage des locomotives à vapeur et aussi une partie du graissage des locomotives.
La machine stationnée sur le gril est aiguillée vers le faisceau de départ où, tout comme à la rentrée, elle rencontre deux fosses. La première, noyée, sert au basculement du feu si cela s'avère utile et la seconde, sèche celle-là, est utilisée lors de la préparation au départ de la machine (graissages, vérifications).
Sous le portique à sable de la sablerie, qui dessert quatre voies et est situé juste après les fosses, dans le prolongement du bâtiment mouvement/lampisterie/huilerie, le remplissage de la (ou des) sablière(s) de la locomotive est complété.
Si la locomotive est orientée dans le bon sens, elle est ensuite dirigée vers la sortie du dépôt.
Dans le cas contraire, elle emprunte les voies du triangle de retournement qui l'emmènent sur une voie en impasse située en amont côté atelier du faisceau de départ, qu'elle emprunte à nouveau en prenant la voie la plus à droite de la sablerie (voie sans fosse). La suite des opérations (sortie du dépôt) est identique au cas précédent.

## Les principaux éléments constitutifs du dépôt, bâtiments et équipements
Pour deux à trois heures utiles en tête d'un train, une locomotive à vapeur en demande le double ou le triple en préparation, visites techniques, nettoyages de chaudières, etc. Comme le disait Jean Gillot, ancien chef de dépôt à Châlons sur Marne, auteur de nombreux livres sur le chemin de fer réel, : réduire le dépôt à la remise, c'est réduire la maison d'habitation à la chambre à coucher!
Le service général assure toutes les fonctions de gestion du personnel, mais aussi de comptabilité des combustibles, huiles et autres fournitures ou des travaux des ateliers.

### Les installations de ravitaillement en combustible
Le service intérieur assure la préparation et le maintien en bon état de marche des locomotives (approvisionnement en charbon, en eau, préparation du feu).
Un dépôt de locomotives à vapeur a pour missions d'assurer tout à la fois le remisage, l'entretien et le support aux machines nécessaires à l'écoulement du trafic ferroviaire.
Les siennes en propre ou celles d'autres établissement relayant dans son enceinte.
À ce titre les installations de ravitaillement en combustible traction (charbon et fioul lourd) sont d'une importance vitale. Elles doivent être dimensionnées en fonction des taches à assurer par le dépôt.
On conçoit aisément que le parc à charbon et les installations de manutention d'un grand dépôt en tête de ligne d'une radiale importante ou dans un nœud ferroviaire conséquent seront d'une toute autre ampleur comparés à ceux d'une simple annexe traction ou d'un dépôt modeste implanté dans un centre ferroviaire de moindre importance.
À Trappes, l'ampleur des installations de ravitaillement en combustible (charbon), sans être d'une taille exceptionnelle, est notable.
Ces installations comprennent essentiellement un parc à charbon divisé en alvéoles, surmonté par un portique roulant sur lequel est juché une grue, et un toboggan à deux trémies servant au ravitaillement des tenders ou des soutes à combustible des locomotives.

### Le parc à charbon

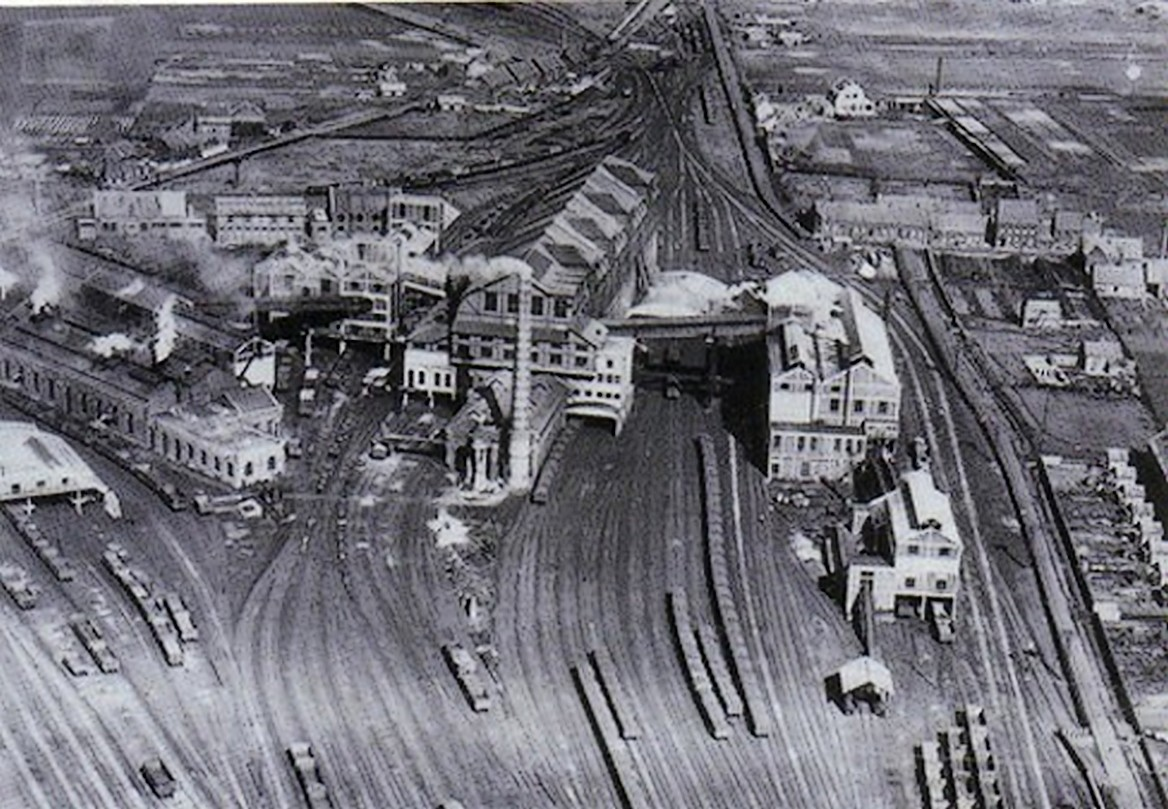
Usine de la Briquetterie à Somain, Compagnie des mines d'Aniche.

Le parc à combustible desservi par un portique surmonté par une grue et le toboggan à charbon d'un modèle typiquement État, stockant des tonnes de charbon et des briquettes de Somain.

### Le portique de manutention
Un portique surmonté par une grue et le toboggan à charbon d'un modèle typiquement « État ».

### Le toboggan
Le poste de ravitaillement en combustible, le toboggan à charbon d'un modèle typiquement État, sorte d'énorme caisse capable de contenir plusieurs centaines de tonnes de charbon de qualités différentes et capable de les mélanger entre elles et de décharger une partie de ce mélange dans le tender de la locomotive qui passe dessous.

### Les trémies à charbon
Les trémies servant au ravitaillement des tenders ou des soutes à combustible des locomotives.

### Le ravitaillement en briquettes
Aux postes de distribution de briquettes de Somain.

#### L'énigme du ravitaillement en fuel-oil

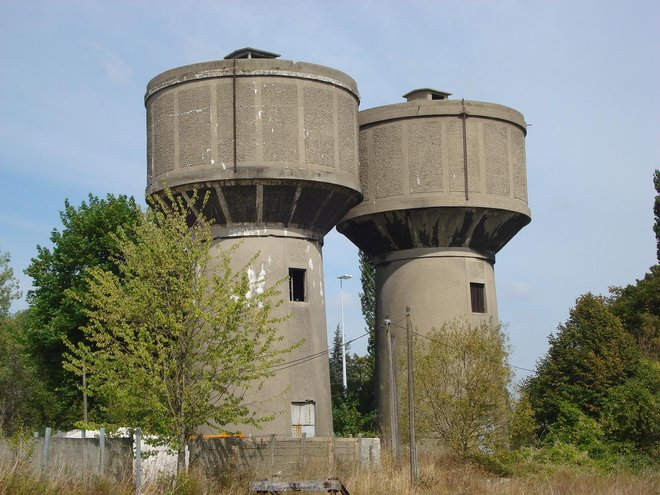
Les anciens châteaux d'eau du dépôt de Trappes.

### Les installations de ravitaillement en eau
Elles ont pour vocation d'assurer le ravitaillement des locomotives, le service Incendie des bâtiments, le lavage des chaudières des locomotives, le remplissage en eau des tenders à partir des grues hydraulique. Ces grues à eau étant elles-mêmes alimentées par les réserves d'eau des châteaux d'eau.

### Les châteaux d'eau
Les machines fonctionnant à la vapeur, l'alimentation en eau est indispensable. Parfois, 10 t par machine. Elle est fournie par les châteaux d'eau.

#### Les installations de pompage

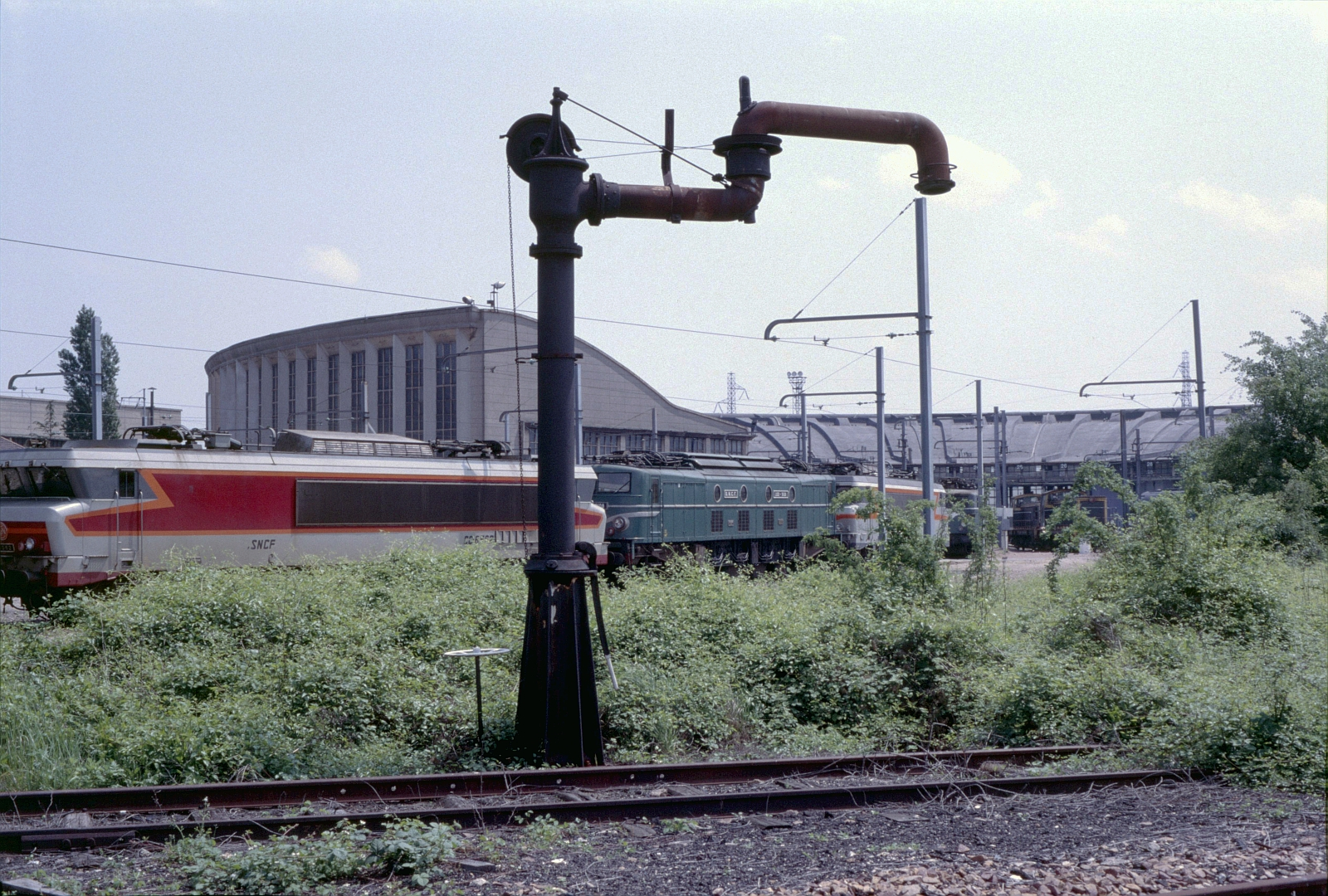
Une grue à eau au dépôt de Villeneuve-Saint-Georges, en 1985.

### Les grues hydrauliques
Les grues hydrauliques ou manche à eau, sorte d'énormes robinets tournants fixés au sol, sont utilisées au ravitaillement en eau des locomotives. À Trappes on en compte cinq. Deux sont situées sur les voies de rentrée (au niveau des fosses noyées), deux autres sur les voies de sortie au niveau du bureau mouvement et une dernière au centre du gril de remisage des machines.

### Le cœur du dépôt: les ateliers et la remise
Le service entretien assure les réparations en atelier, ou pour les petites interventions, sous la remise même.
- Il y avait l'entretien courant pouvant être effectué entre deux trains dans le dépôt, sans extinction de la machine.
- Il y avait l'entretien périodique avec lavage de la chaudière, effectué le jour de repos de l'équipe titulaire dans le roulement (réglage de bielles, étanchéité du groupe surchauffeur, décrassage de l'échappement, nettoyage des grilles et de la voéte, débouchage des entretoises, lavage des tubes à fumée à l'eau, nettoyage de la glace du robinet de frein).
- Il y avait aussi la RI (Révision Intermédiaire) avant le grand levage.

### L'atelier de levage
Dans le service entretien, les agents travaillent dans les ateliers et effectuent des réparations demandées par les mécaniciens (entretien courant) ou les visites périodiques imposées normalement aux kilomètres parcourus aux de mois de service (40 000  à   120,000 km selon les machines). Certaines opérations demandent un travail considérable : la locomotive est levée au-dessus de ses organes de roulement, pour « le grand levage » qui consiste à lever la machine, lui retirer son train de roues pour une visite et travaux sur les boites, les coins de réglage, réalésage des cylindres des pistons et des distributeurs et ajustage des segments, les plaques de garde et l'armature du châssis. Entre deux levages, les locomotives subissent des visites périodiques en pression tous les 1/16e de parcours, et des visites périodiques à froid tous les 1/8e de parcours.
- L'atelier pour les levages[19] (3 postes de levage sur fosses desservis par un pont roulant de 10 tonnes) et révisions intermédiaires, accolé à une remise à 4 voies intégralement sur fosses servant au lavage des machines et à leur entretien courant.Chaque locomotive est suivie pour ses entretiens réguliers et ses réparations. À partir de ses relevés kilométriques, on déclenche les levages, des révisions régulières, des contrôles techniques .L'atelier est dirigé par un contremaître aidé d'adjoints, il a sous ses ordres des secrétaires, des agents administratifs, des chefs d 'équipe, il est chargé de réparer des locomotives.

- L'ancien Dépôt de locomotives de Trappes érigé en 1935 par l'Administration des chemins de fer de l'État, détruit en 1944 et rebâti à l'identique entre 1945 et 1947. La solide charpente de béton armé avec remplissage de briques rouges est typique des constructions industrielles de la première moitié du XXe siècle et mériterait au titre du patrimoine industriel une réelle mesure de sauvegarde.

Détail de la structure en béton armé de l'atelier principal :

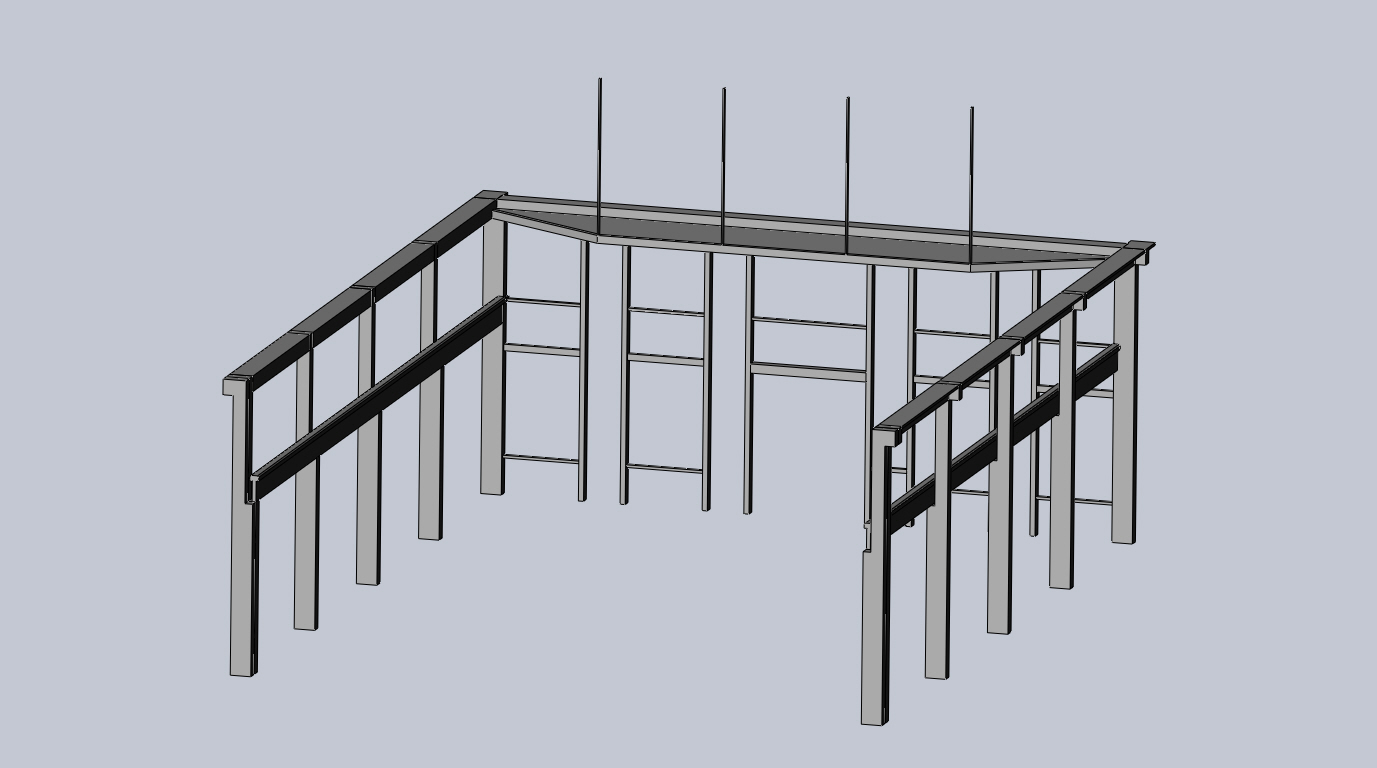
L'intérieur côté Saint Cyr
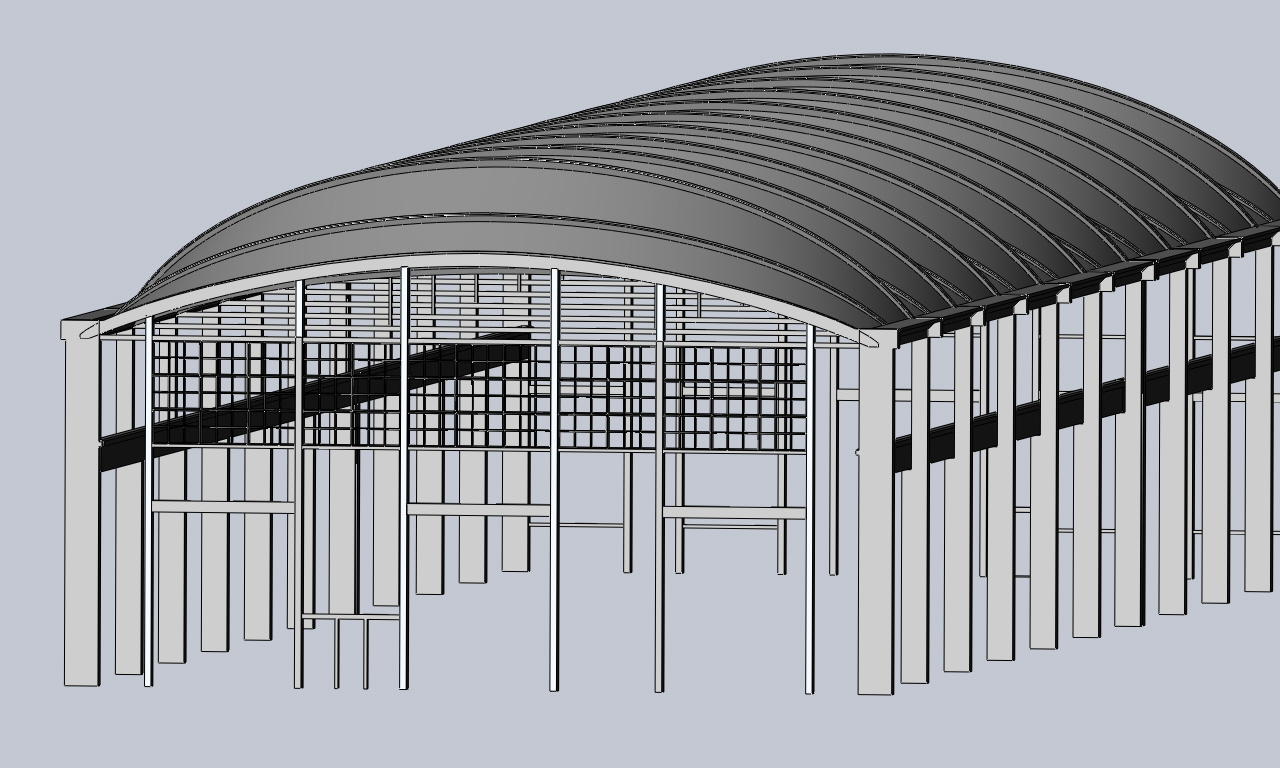
L'atelier côté Trappes
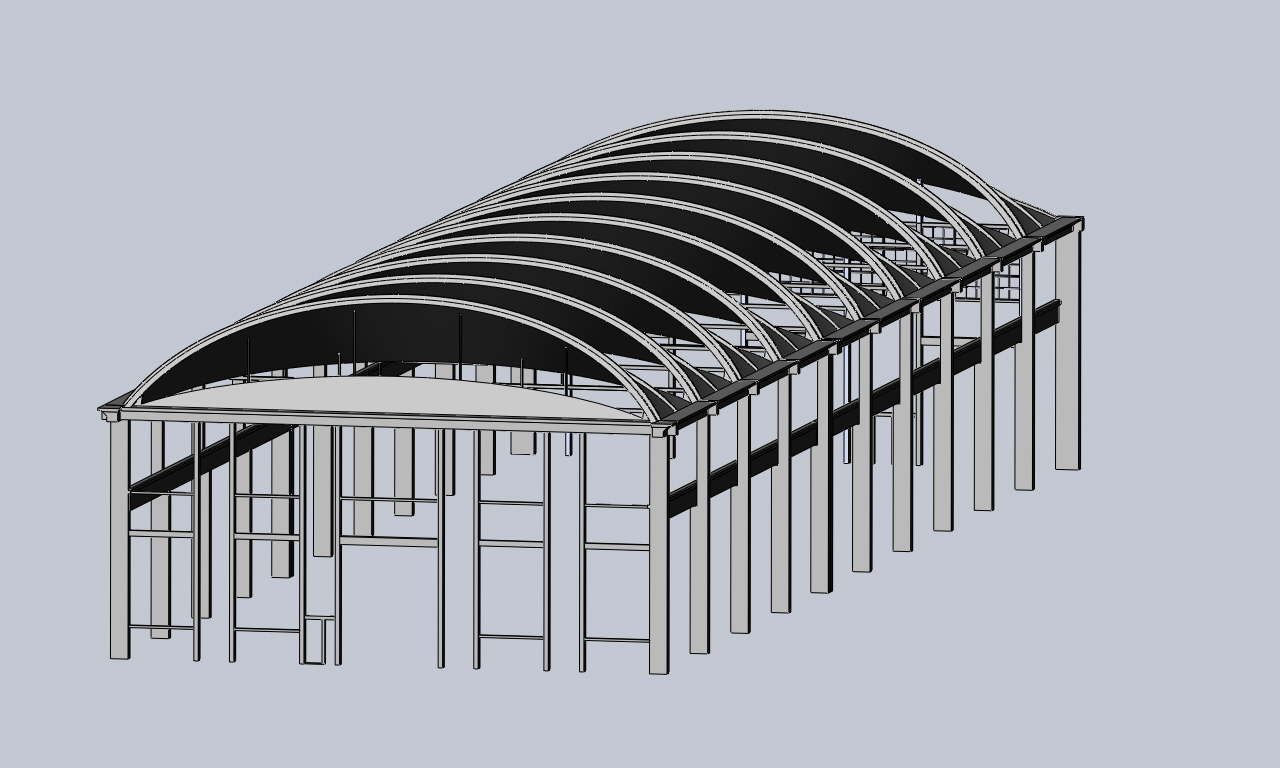
L'atelier côté Saint Cyr

### L'atelier annexe:roues et essieux
- L'atelier du tour à roues pour les interventions sur les bandages de roues, (reprofilage au tour)[20].

Cette opération est, maintenant, faite au centre de maintenance de Trappes.

#### Les ateliers latéraux de la façade nord: charron, chaudronnerie etajustage cuivre
- Le charron est le spécialiste, maître de tout ce qui tourne et roule.
- Le chaudronnier utilise des méthodes d’assemblage classables en trois familles :
- Les assemblages démontables.
  - Le boulonnage, réalisé à l’aide d'un système bride /tiges filetée / écrous (les mécaniciens utilisent plutôt les systèmes vis / écrous), goujons, etc. Cet assemblage est démontable.
  - Les systèmes de fermeture mécanique (ressort, clipsage, vérins).
  - Les systèmes de fermeture rapide (autocalve).

- Les assemblages mécaniques permanents.
  - L’agrafage, pour les tôles de faible épaisseur (jusqu’à 1,5 mm) : on replie les extrémités de la tôle pour les emboîter et les sertir. Étanchéité possible avec technique spéciale d'agrafage.
  - Le rivetage, pour assembler des pièces de toutes épaisseurs à l’aide de rivets. Étanchéité possible avec technique spéciale par matage du bord de la tôle.

### L'école d'apprentissage
En 1937 : Le chef de l'école d'apprentissage SNCF de Trappes était M. Bourrée. Pour certains commençait le dur apprentissage des dépôts qui mènerait certains vers le but désiré : devenir chauffeur de route et, pourquoi pas, la prodigieuse responsabilité de devenir mécanicien.

### La remise de lavage et d'entretien courant
Une remise à 4 voies, intégralement sur fosses servant au lavage des machines et à leur entretien courant

Principe du triangle de retournement.

### Le triangle de retournement
Un triangle de retournement servant à la sortie de ce dépôt à orienter la locomotive du bon côté suivant qu'elle allait à Paris ou à Granville ou à Rennes.
Les autres équipements : chaufferie, poste HT, etc.

#### Les bâtiments centraux: BOT, vestiaires,magasin, outillages
BOT : (Bureau d'Organisation de Travail)

### Stage des sapeurs

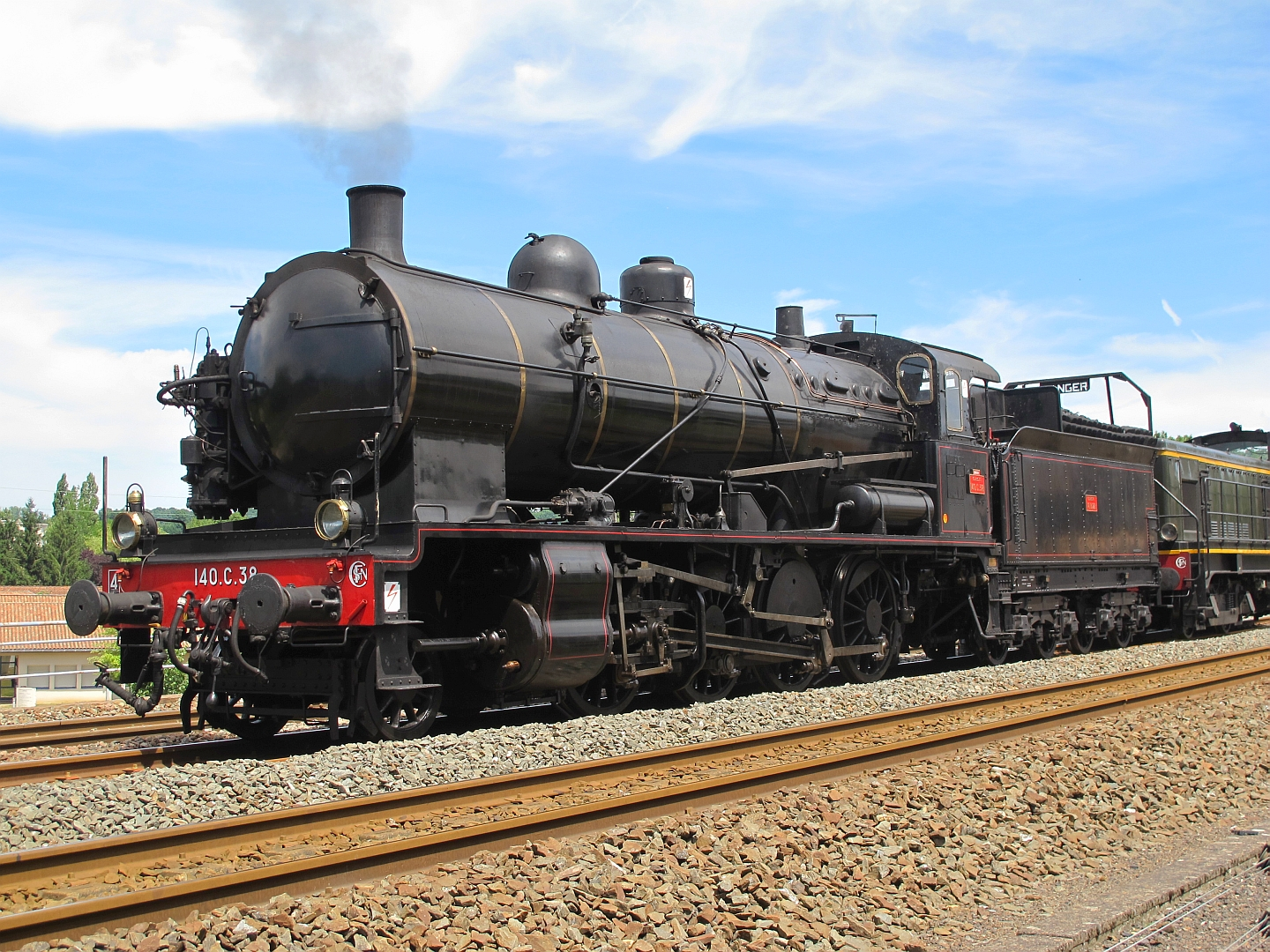
Une locomotive 140 C.

À partir de 1889, au dépôt de Trappes, les sapeurs du 5e régiment du génie, de Versailles-Matelots, faisaient une partie de leur stage traction. Ce stage durait six mois à l'issue desquels ils faisaient des « roulements » sur les 140 C et sur les 141 C. Il leur arrivait de faire un trajet de Paris à Granville sur les Pacific.

## Époque contemporaine
La solide charpente de béton armé avec remplissage de briques rouges est particulièrement typique des constructions industrielles de la première moitié du XXe siècle.
Après la Seconde Guerre mondiale, la concurrence routière est de plus en plus âpre et tourne en faveur des camions, obligeant le chemin de fer à se moderniser pour avoir plus de compétitivité. La pollution, question sensible des pays industrialisés, est un élément du déclin de la « traction vapeur ». Il devient inconcevable que les trains soient encore tirés par des matériels bruyants déversant d'importants nuages de fumée, cependant moins nocifs que ceux des camions et des voitures.